# Epifânio Dias
Augusto Epifânio da Silva Dias (Lisboa, 7 de Abril de 1841 – Lisboa, 30 de Novembro de 1916) foi um estudioso da literatura latina e da obra de Luís de Camões, sendo considerado um dos principais camonistas do seu tempo.
Em 1950, a Câmara Municipal de Lisboa homenageou o estudioso dando o seu nome a uma rua na zona de Alvalade.